# Марсден, Джозеф
Джо́зеф То́мас Ма́рсден (англ. Joseph Thomas Marsden), также известный как Джо Марсден (англ. Joe Marsden; 11 октября 1868 — 17 января 1897) — английский футболист, защитник. Выступал за футбольные клубы «Дарвен» и «Эвертон», а также за национальную сборную Англии.

## Биография
Родился в Дарвене в семье работников хлопчатобумажной фабрики. Выступал за юношеские футбольные команды города, после чего стал игроком клуба «Дарвен». Был капитаном команды. В ноябре 1887 года получил перелом ключицы в столкновении с игроком «Блэкберн Олимпик». 5 декабря 1890 года перешёл в «Эвертон». Провёл за «ирисок» один официальный матч 5 сентября 1891 года, выйдя на поле в игре против «Вест Бромвич Альбион». Затем вернулся в «Дарвен», где тренировал молодёжную команду, а также периодически выступал как игрок.
7 марта 1891 года Марсден провёл свой единственный матч за национальную сборную Англии: это была игра Домашнего чемпионата против сборной Ирландии на стадионе «Молинью» в Вулвергемптоне, в которой англичане разгромили соперника со счётом 6:1.
Помимо футбола занимался торговлей хлопком. Был женат, имел четырёх детей (трёх сыновей и дочь, дочь родилась уже после смерти Джозефа).
Умер в Дарвене в январе 1891 года «после непродолжительной болезни» в возрасте 28 лет.

## Достижения
Сборная Англии
- Победитель Домашнего чемпионата Великобритании: 1891